# Мала Трапинська
Мала Трапинська (хорв. Mala Trapinska) — населений пункт у Хорватії, у Вировитицько-Подравській жупанії у складі громади Сухополє.

## Населення
Населення за даними перепису 2011 року становило 62 осіб.
Динаміка чисельності населення поселення:

## Клімат
Середня річна температура становить 10,84 °C, середня максимальна – 24,61 °C, а середня мінімальна – -5,36 °C. Середня річна кількість опадів – 828 мм.
| Клімат поселення                              | Клімат поселення | Клімат поселення | Клімат поселення | Клімат поселення | Клімат поселення | Клімат поселення | Клімат поселення | Клімат поселення | Клімат поселення | Клімат поселення | Клімат поселення | Клімат поселення | Клімат поселення |
| Показник                                      | Січ.             | Лют.             | Бер.             | Квіт.            | Трав.            | Черв.            | Лип.             | Серп.            | Вер.             | Жовт.            | Лист.            | Груд.            |                  |
| Середній максимум, °C                         | 6,64             | 8,30             | 12,72            | 16,64            | 21,48            | 24,61            | 23,75            | 23,22            | 19,36            | 14,82            | 9,23             | 4,96             |                  |
| Середня температура, °C                       | 0,64             | 2,30             | 6,72             | 10,65            | 15,49            | 18,60            | 20,48            | 19,96            | 16,08            | 11,56            | 5,94             | 1,70             |                  |
| Середній мінімум, °C                          | −5,36            | −3,7             | 0,71             | 4,64             | 9,50             | 12,61            | 17,21            | 16,68            | 12,81            | 8,29             | 2,67             | −1,57            |                  |
| Норма опадів, мм                              | 51               | 45               | 53               | 67               | 78               | 95               | 77               | 83               | 69               | 70               | 79               | 61               |                  |
| Середньомісячна швидкість вітру, м/с          | 2.17             | 2.43             | 2.74             | 2.60             | 2.38             | 2.19             | 2.10             | 1.92             | 1.99             | 2.05             | 2.16             | 2.20             |                  |
| Середньомісячна сонячна радіація, кДж/м²·день | 4171             | 6953             | 10821            | 15200            | 19387            | 21487            | 22247            | 19753            | 14608            | 9159             | 4769             | 3520             |                  |
| --------------------------------------------- | ---------------- | ---------------- | ---------------- | ---------------- | ---------------- | ---------------- | ---------------- | ---------------- | ---------------- | ---------------- | ---------------- | ---------------- | ---------------- |
| Джерело:                                      |                  |                  |                  |                  |                  |                  |                  |                  |                  |                  |                  |                  |                  |